# Da Lata
Da Lata é o terceiro álbum de estúdio da cantora brasileira Fernanda Abreu, lançado em 5 de julho de 1995 pela gravadora EMI.

## Desenvolvimento
O álbum recebeu este nome por conta da expressão "da lata", que surgiu a partir de 1987, quando tripulantes de um navio estrangeiro despejaram no litoral do Rio de Janeiro 22 toneladas de maconha dentro de latas, temendo uma ação da polícia. As latas fechadas, foram coletadas por pessoas nas praias, e, de acordo com os testemunhos, a maconha era de excelente qualidade. O fato deu origem à gíria carioca "da lata", que é usada para algo que é bom. Ao mesmo tempo, a lata é um material barato, e serviu de contraponto para a cantora diante da pobreza do Brasil. A capa do álbum é uma foto de Abreu com um manto feito de lata, num cenário cheio de objetos de lata, enquanto a contra-capa possui o mesmo cenário, mas nele a cantora aparece nua. O manto de talheres e hélices que Abreu usa na capa do álbum pesa 57 quilos.

## Turnê
O cenário da turnê foi projetado por Luiz Stein, então marido de Fernanda. Ele contava com uma estrutura feita com uma tonelada de sucata com adornos como hélices de ventilador, quentinhas e pás, eletrotelas gigantes com fotos da cantora e letras metálicas. Fernanda disse que o show "Tem uma história. Começa com samba funk, passa pelo charm, MPB, disco e volta para o funk". O show abre com "Veneno da Lata" com a cantora usando um tamborim como adereço manual. No bis, Fernanda surge com um sutiã de frigideiras – usado como percussão – para cantar "É Hoje", samba-enredo da União da Ilha do Governador. As três apresentações no Palace em São Paulo foram cogitadas para virar disco ao vivo, com lançamento no final do ano de 1996. "Não tenho certeza. Pode ser um disco inteiro ao vivo. Ou uma mistura de quatro coisas: faixas ao vivo, músicas inéditas, remixes e releituras", disse Fernanda.

## Legado
Foi eleito por um escritor da revista Billboard como o melhor álbum latino-americano de 1995.

## Faixas
| Edição padrão |                                                              |                                                |         |  |
| N.º           | Título                                                       | Compositor(es)                                 | Duração |  |
| 1.            | "Veneno da Lata" (com a participação de Herbert Vianna)      | Fernanda Abreu Will Mowat                      | 4:12    |  |
| 2.            | "Garota Sangue Bom"                                          | Fernanda Abreu Fausto Fawcett                  | 4:29    |  |
| 3.            | "Tudo Vale a Pena"                                           | Fernanda Abreu Pedro Luis                      | 4:59    |  |
| 4.            | "Um Dia Não Outro Sim" (com a participação de Daddae Harvey) | Fernanda Abreu Marcelo Lobato                  | 4:06    |  |
| 5.            | "A Tua Presença Morena"                                      | Caetano Veloso                                 | 4:47    |  |
| 6.            | "Brasil é o País do Suingue"                                 | Fernanda Abreu Fausto Fawcett                  | 5:04    |  |
| 7.            | "Esse é o Iugar"                                             | Fernanda Abreu Aurélio Dias Fernando Vidal     | 4:08    |  |
| 8.            | "Dois"                                                       | Fernanda Abreu                                 | 4:24    |  |
| 9.            | "Somos Um (Doomed)"                                          | Mathilda Kovac                                 | 4:28    |  |
| 10.           | "SLA3"                                                       | Fernanda Abreu Marcelo Lobato Chico Neves      | 3:07    |  |
| 11.           | "A Lata" (com a participação de Chacal)                      | Fernanda Abreu Chacal                          | 1:20    |  |
| 12.           | "Babilônia Rock"                                             | Robson Jorge Guto Graça Mello Lincoln Olivetti | 4:11    |  |
| 13.           | "É Hoje"                                                     | Didi Mestrinho                                 | 3:23    |  |

## EP
Da Lata é o primeiro extended play (EP) da cantora brasileira Fernanda Abreu. Foi lançado em 10 de outubro de 1995 pela EMI apenas no formato de LP em uma edição limitada, sendo encontrado em baixa escala. O trabalho trazia seis faixas, sendo elas os dois primeiros singles do álbum de origem – "Babilônia Rock" e "Veneno da Lata" – e as três faixas que se tornariam os próximos singles – "Garota Sangue Bom", que seria trilha da 2° temporada de Malhação, "Brasil é o País do Suingue", que seria trilha da novela Salsa & Merengue e "Um Dia Não Outro Sim", que era trilha sonora da telenovela História de Amor.
Faixas
| N.º            | Título                                                                    | Compositor(es)                                 | Duração |  |
| 1.             | "Veneno da Lata" (com a participação de Herbert Vianna)                   | Fernanda Abreu Will Mowat                      | 4:12    |  |
| 2.             | "Veneno da Lata" (B.Swingue Remix) (com a participação de Herbert Vianna) | Fernanda Abreu Will Mowat                      | 4:45    |  |
| 3.             | "Um Dia Não Outro Sim" (com a participação de Daddae Harvey)              | Fernanda Abreu Marcelo Lobato                  | 4:06    |  |
| 4.             | "Garota Sangue Bom"                                                       | Fernanda Abreu Fausto Fawcett                  | 4:29    |  |
| 5.             | "Brasil é o País do Suingue"                                              | Fernanda Abreu Fausto Fawcett                  | 5:04    |  |
| 6.             | "Babilônia Rock"                                                          | Robson Jorge Guto Graça Mello Lincoln Olivetti | 4:11    |  |
| Duração total: | Duração total:                                                            | Duração total:                                 | 24:55   |  |